# Pz.B.38/39
Pz.B.38 (Panzerbüchse Modell 1938) và Pz.B.39 (Panzerbüchse Modell 1939) là hai phiên bản súng trường chống tăng 7.92mm do Đức thiết kế. Panzerbüchse mang nghĩa là "súng trường (chống) xe tăng".

## Lược sử phát triển và các phiên bản
Năm 1918, súng trường chống tăng Mauser 1918 T-Gewehr được Đức thiết kế chế tạo để trang bị cho bộ binh chống lại xe tăng Anh ở Mặt trận phía Tây. Dựa theo thiết kế của T-Gewehr, nhà máy quân khí Wilhelm Gustloff Werke (thị trấn Suhl) thiết kế và chế tạo súng trường chống tăng Pz.B.38 vào cuối thập niên 30 của thế kỷ 20. Súng dùng đạn xuyên chống tăng đặc biệt 7.92x94mm. Chỉ có 1,408 khẩu Pz.B.38 xuất xưởng trong giai đoạn 1939 - 1940 do súng quá nặng và khó khăn trong sản xuất vì máy súng quá phức tạp.
Nhà máy Wilhelm Gustloff Werke thiết kế phiên bản cải tiến Pz.B.39 ngay sau khi Pz.B.38 đi vào sản xuất không lâu. Việc sản xuất cũng chuyển đổi sang phiên bản mới rất nhanh, bắt đầu từ tháng 3 năm 1940, Súng được chấp nhận trang bị năm 1940, nhưng tới tháng 11 năm 1941 thì việc sản xuất ngừng lại do tốc độ phát triển của thiết giáp quá nhanh. Chỉ có 39,232 khẩu Pz.B.39 xuất xưởng.
Bắt đầu từ năm 1942, đại đa số Pz.B.39 còn trong tay quân Đức được cải tiến trực tiếp thành súng trường phóng lựu Gr.B.39 (Granatbüchse Modell 39). Gr.B.39 được trang bị và sử dụng cho tới khi kết thúc chiến tranh.

## Lược sử tham chiến
Năm 1939, 62 khẩu Pz.B.38 và 568 khẩu Pz.B.39 tham gia cuộc xâm lược Ba Lan trong tay quân Đức. Hai năm sau đó, vào giai đoạn đầu chiến dịch Barbarossa, quân Đức được trang bị 25,298 khẩu Pz.B.39. Pz.B.39 thay thế hoàn toàn phiên bản cũ.
Theo lý thuyết, mỗi sư đoàn bộ binh Đức được trang bị 81 khẩu Pz.B.39. Tuy nhiên, tùy tình hình cụ thể mà số lượng có thay đổi. Cùng với cuộc chạy đua thiết giáp là sự xuất hiện của các vũ khí chống tăng bộ binh hiệu quả hơn như Panzerschreck và Panzerfaust. Pz.B.39 có hỏa lực yếu hơn nhiều lần nhanh chóng lạc hậu, dần dần mất đi chỗ đứng. Tuy nhiên một số lượng nhỏ súng vẫn tiếp tục tham chiến trên khắp các mặt trận cùng quân Đức đến tận năm 1944. Đại đa số súng được cải tiến thành Gr.B.39.

## Cơ cấu hoạt động, tính năng kĩ chiến thuật

### Pz.B.38
Pz.B.38 là súng trường chống tăng cỡ nòng nhỏ, bắn đạn xuyên chống tăng 7.92x94mm thiết kế riêng cho súng. Máy súng áp dụng kiểu pháo.
Xạ thủ đẩy cần đóng mở buồng đạn cho khóa nòng trượt dọc mở buồng đạn ra. Đạn được nạp trực tiếp vào buồng đạn từ phía sau rồi đóng khóa nòng lại và lên đạn bằng cách kéo cần đóng mở buồng đạn về phía sau. Nòng súng được đặt trên một ray trượt (được gọi là 'máng lùi') có tác dụng làm giảm sức giật phản hồi, và tích hợp cơ cấu tự động mở khóa nòng đẩy vỏ đạn ra khỏi nòng. Khi súng bắn, nòng súng lùi về sau khoảng 9 cm. Vị trí lùi vẫn được giữ nguyên, khóa nòng mở. Xạ thủ nạp viên đạn tiếp theo và đóng khóa nòng thủ công. Khi xạ thủ kéo cần đóng mở buồng đạn về phía sau để nòng trượt về vị trí cũ, súng cũng tự động lên đạn cho lượt bắn tiếp theo. Đây là một kiểu nòng lùi tự do để giảm bớt sức giật, tương tự như cơ cấu áp dụng cho pháo, nhưng Pz.B.38 không có cơ cấu đẩy về như pháo.
Máy súng rất phức tạp, gây khó khăn cho khâu sản xuất và sửa chữa. Ngoài ra, súng nặng tới 16.2 kg gây khó khăn cho xạ thủ khi mang vác trên chiến trường. Báng súng bằng thép ống có đệm đế báng làm giảm tác động sức giật lên vai xạ thủ, có bản lề chốt hãm để gập lại cho gọn khi mang vác. Nòng súng có loa che lửa thay vì bộ phận tản giật thường thấy ở các súng trường chống tăng. Súng có giá hai chân để tăng độ ổn định khi ngắm bắn và tay xách tiện cho việc mang vác.
Để tăng tốc độ nạp đạn, xạ thủ có thể lắp hai hộp đạn 10 viên bằng thép lên hai bên bệ khóa nòng.

### Pz.B.39

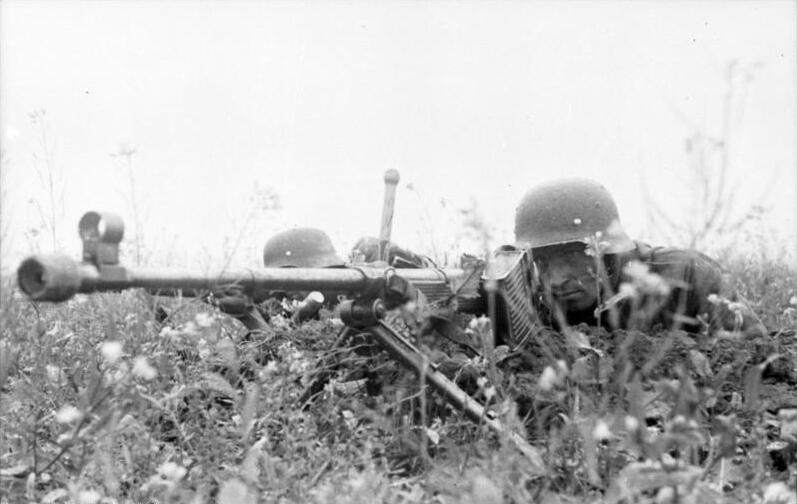
Lính Đức dưới hố chiến đấu cá nhân và Pz.B.39 ở Mặt trận phía Tây.

Phiên bản cải tiến Pz.B.39 nhẹ hơn và đơn giản hơn Pz.B.38. Thiết kế nòng lùi tự do tích hợp cơ cấu tự động mở buồng đạn đẩy vỏ đạn bị loại bỏ. Súng vẫn giữ kiểu khóa nòng trượt trên ray như phiên bản cũ, nhưng cần đóng mở buồng đạn được tích hợp vào tay cầm sau. Xạ thủ bấm một nút bấm trên tay cầm sau để nhả chốt tay cầm/cần đóng mở buồng đạn, kéo xuống dưới về trước. Khóa nòng mở và vỏ đạn được đẩy ra. Sau khi nạp viên đạn mới vào buồng đạn, tay cầm/cần đóng mở buồng đạn được gập về vị trí cũ, buồng đạn đóng và súng cũng được lên đạn. Nòng súng có bộ phận tản giật thay cho nòng lùi tự do của Pz.B.38 để giảm sức giật phản hồi.
Súng cũng có hai hộp đạn 10 viên, giá hai chân, báng gập có đệm đế báng và tay xách như phiên bản cũ.

### Gr.B.39

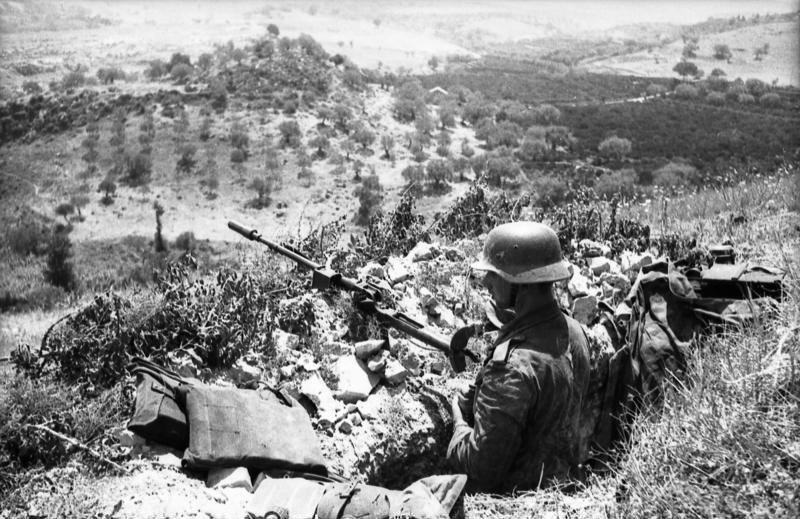
Gr.B.39

Gr.B.39 là phiên bản cải tiến trực tiếp trên thân súng Pz.B.39. Nòng súng được cắt ngắn còn 590 mm, lắp cốc phóng (Schiessbecher) để gắn đạn lựu. Đây là loại cốc phóng lựu dùng cho súng trường Karabiner 98k. Súng có thể bắn nhiều loại đạn lựu : đạn phân mảnh chống bộ binh, đạn lõm chống tăng (HEAT), đạn nổ phá (HE) và đạn dù chiếu sáng/pháo hiệu. Bộ phận ngắm được thay thế và ốp lót tay bằng gỗ phía trước bị tháo bỏ. Súng sử dụng loại đạn đặc biệt có đầu đạn bằng gỗ để đẩy đạn lựu đi.

### Đạn
Đầu đạn lõi thép gia nhiệt 7.92x94mm nguyên bản có một khoang kim loại chứa hơi cay. Ý tưởng về loại đạn này là khi viên đạn xuyên vào bên trong khoang lái, khoang chứa hơi cay này vỡ ra phát tán hơi cay buộc tổ lái phải rời khỏi xe, tuy nhiên thực tế đầu đạn này không hiệu quả và nhanh chóng bị thay thế bằng đầu đạn xuyên bình thường, vì chỉ có lõi thép xuyên vào trong còn khoang hơi cay bị tuột lại bên ngoài. Năm 1940, đầu đạn lõi wolfram được sản xuất, tuy nhiên nước Đức khan hiếm trầm trọng thứ kim loại này, nên số lượng đạn lõi wolfram không nhiều.
Khả năng xuyên của đạn có thể tham khảo bảng dưới đây:
| Cự li | X | Góc chạm | X | Khả năng xuyên |
| ----- | - | -------- | - | -------------- |
| 100 m |   | 90 độ    |   | 30 mm          |
| 300 m |   | 90 độ    |   | 20 mm          |